# Vojtěch Schück
Vojtěch Schück (9. září 1907 Pardubice – 5. května 1945 Havlíčkův Brod) byl farář Církve československé husitské.

## Život
Narodil se 9. září 1917 v Pardubicích v rodině telegrafisty c. k. státních drah Václava Schücka a jeho ženy Gabriely, rozené Rupertové. Středoškolská studia absolvoval v červnu 1937 na Státním čs. reálném gymnáziu v Pardubicích. To již nebyl členem římskokatolické církve, ve které byl pokřtěn, ale hlásil se k Církvi československé (husitské). V témže roce nastoupil na Husovu československou evangelickou fakultu bohosloveckou v Praze. Po nuceném ukončení studií v listopadu 1939 opustil Bohosloveckou kolej CČS a vrátil se k rodině do Pardubic, kde se připravoval na složení druhé odborné bohovědné zkoušky.
Na kněze byl Vojtěch Schück vysvěcen patriarchou Církve československé (husitské) ThDr. Gustavem Adolfem Procházkou 31. srpna 1941. Dne 1. září 1941 byl diecézní radou v Hradci Králové ustanoven pomocným duchovním v Hlinsku. Krátce nato, 13. prosince 1941, uzavřel sňatek s učitelkou československého náboženství Zdeňkou Antesovou. V manželství se narodili dva synové: Pavel (*1942), který krátce po porodu zemřel, a Ondřej (*1944).
Po necelých dvou letech se Vojtěch Schück stěhoval do Německého Brodu, kde byl od 1. července 1943 ustanoven pomocným duchovním a učitelem československého náboženství na školách v okresech Německý Brod, Jihlava, Humpolec a Chotěboř. V duchovní správě se hojně věnoval zejména mládeži, renomé si získal i jako zapálený skautský vedoucí. Po otci, amatérském malíři, zdědil výtvarné nadání, psal básně.
Farář byl od roku 1944 činný v domácím protinacistickém odboji. Spolupracoval s Josefem Rýdlinkem, vrchním důchodovým tajemníkem v Chotěboři, který byl členem partyzánské brigády Jana Koziny. Na jaře 1945 podporoval Josefa a Pavla Sztachovi, kteří jako židovští míšenci byli posláni do koncentračního tábora v Postoloprtech. Když se jim podařilo z tábora utéct, zajistil jim Vojtěch Schück dočasný úkryt a zprostředkoval kontakt na partyzánskou brigádu Jana Koziny.
Květnové povstání v již přejmenovaném Havlíčkově Brodě probíhalo 5. května 1945 zpočátku vcelku bez problému. Signálem k jeho zahájení se stalo vyvěšení československé vlajky na Rolnickém domě. V několika minutách se na domech začaly objevovat československé vlajky i rudé prapory, lidé se v dopoledních hodinách hrnuli k městské radnici. Dorazil i Vojtěch Schück, který byl vzhledem ke svému postavení a znalosti němčiny pověřen zklidňováním situace v ulicích. Obyvatelům byl představen ilegální národní výbor, k lidu promluvil předseda ONV Václav Pašek. Velení povstalců se ujal penzionovaný brigádní generál Jan Růžička, pod jehož vedením byla zahájena jednání s místní německou posádkou o kapitulaci.
Okolnosti ve městě se rapidně změnily po příjezdu kolony gestapa, kterou vedl velitel venkovské služebny v Táboře Heinrich Gottschling. Budova radnice byla obsazena, na jejím dvoře Heinrich Gottschling několika ranami zastřelil Františka Hrádka, u něhož byla nalezena pistole. Ozbrojení příslušníci gestapa a SS začali obsazovat přilehlé ulice. Jednou z hlídek v Horní ulici byl těžce postřelen i Vojtěch Schück, který zde z pověření národního výboru konal pořádkovou službou.
Konflikt mezi farářem, který měl na rukávu rudou pásku národního výboru, a hlídkou SS popsalo několik přímých i nepřímých svědků. Vesměs se shodují, že Vojtěch Schück dobrou němčinou apeloval na německé vojáky, ať již zbytečně neprolévají krev, že válka skončila. Když neuposlechl příkaz, aby opustil ulici, jeden z hlídkujících členů SS na něj z bezprostřední blízkosti vystřelil a zasáhl ho do břicha. Převoz postřeleného faráře do blízké okresní nemocnice nebyl zprvu povolen. Když nakonec mohl být uskutečněn, bylo již pozdě. Podle smutečního oznámení zemřel osmadvacetiletý Vojtěch Schück v poledních hodinách 5. května 1945 v okresní nemocnici v Havlíčkově Brodě. Příčinou smrti byla střelná rána do břicha, v jejímž důsledku vykrvácel.
Zdeňka Schücková, která doma pečovala o desetiměsíčního syna Ondřeje, se o smrti manžela dozvěděla doma od okolo utíkajících lidí, kteří volali, že mladého československého faráře zastřelili Němci. Tichý pohřeb na horním hřbitově byl naplánován na 14. hodinu 8. května 1945. Mohl se konat jen v úzkém kruhu, neboť město bylo stále obsazeno německým vojskem a bylo v něm vyhlášeno stanné právo. Za rakví šla manželka, podpírána dvěma členkami Jednoty mládeže. Pohřební obřad na hřbitově vykonal místní farář Václav Váňa. Po osvobození města Rudou armádou byla rakev s farářovými pozůstatky exhumována. Z rozhodnutí národního výboru byl Vojtěch Schück společně s dalšími 13 padlými z Havlíčkova Brodu 14. května 1945 pochován v městských sadech, kde stával Havlíčkův pomník, jejž za války Němci odstranili. Za svou protinacistickou činnost získal in memoriam osvědčení účastníka národního boje za osvobození a pamětní odznak brigády Jana Koziny. Náčelnictvo Junáka udělilo Vojtěchu Schückovi za jeho odbojovou činnost v říjnu 1946 in memoriam Junácký kříž „Za vlast 1939–1945“ zlatého stupně.
Čtyřicet let po smrti Vojtěcha Schücka se jeho syn Ondřej Šik vydal v otcových šlépějích. Původně zemědělský inženýr, v roce 1970 odsouzený za napadení příslušníka Veřejné bezpečnosti, fotograf venkovského života a světa konfrontujícího se s existencionálním rozměrem pomíjivosti našeho lidského snažení, v letech 1985–1997 sloužil jako jáhen Církve československé husitské v náboženských obcích Úpice a Rtyně v Podkrkonoší. V roce 1991 inicioval založení střediska křesťanské sociální pomoci Diakonie a misie CČSH se sídlem v Úpici, jehož se stal ředitelem. Pro jeho život byly určující prožitky z raného dětství a z předškolních let. Když byl 29. července 1944 v Německém Brodě křtem přivtělen k Boží církvi, zbýval jeho otci Vojtěchu Schückovi necelý rok pozemského života.
„Člověče, musíš jednat! Nesmíš se spokojit s ostatně velmi často klamným, já nic špatného nedělám‘, ale musíš se nekompromisně postavit za dobro a šířit je.“
Vojtěch Schück, Český zápas, 1939, č. 30